# Església de Sant Martí de Campmajor
L'Església de Sant Martí de Campmajor o de Santa Quitèria és una església amb elements barrocs i neoclàssics de Sant Miquel de Campmajor (Pla de l'Estany) inclosa a l'Inventari del Patrimoni Arquitectònic de Catalunya.

## Descripció
L'església de Sant Martí es troba en una elevació al marge esquerre del riu Tort.
L'edifici actual respon a una renovació gairebé total de l'antic temple romànic, del qual resta l'absis, reconvertit en cor, part de la torre campanar i vestigis del mur esquerra de l'exterior, i la portalada dovellada. Actualment presenta una única nau amb arcs torals i llunetes laterals. S'orienta en sentit oposat a la nau romànica del temple primitiu. El temple resta inacabat, faltaria un altre tram de la nau. L'interior és enguixat. L'altar és d'estil barroc.

## Història
Inicialment hi havia un temple construït al segle ix, del qual no se'n conserven restes. L'edifici actual segurament fou edificat en el segle xix i presenta restes (campanar, portalada i pany de paret) de l'antic temple romànic construït al segle xi. El 1858 la parròquia de Sant Martí tenia 248 habitants. L'any 866 el rei de França, Carles el Calb, va confirmar a l'abat de Banyoles la possessió de l'església de Sant Martí de Campmajor, edificada en temps de l'abat Elies.
A partir del S. XVI es va introduir el culte a Santa Quitèria, que ha continuat fins a l'actualitat. L'aplec de Santa Quitèria és molt important.